# Lishu (häradshuvudort)
Lishu (kinesiska: 梨树) är en häradshuvudort i Kina. Den ligger i provinsen Jilin, i den nordöstra delen av landet, omkring 96 kilometer sydväst om provinshuvudstaden Changchun. Antalet invånare är 61 584.
Runt Lishu är det mycket tätbefolkat, med 1 221 invånare per kvadratkilometer. Närmaste större samhälle är Siping, 16,4 km söder om Lishu. Trakten runt Lishu består till största delen av jordbruksmark.
Genomsnittlig årsnederbörd är 882 millimeter. Den regnigaste månaden är augusti, med i genomsnitt 217 mm nederbörd, och den torraste är januari, med 9 mm nederbörd.